# Ngerulmud

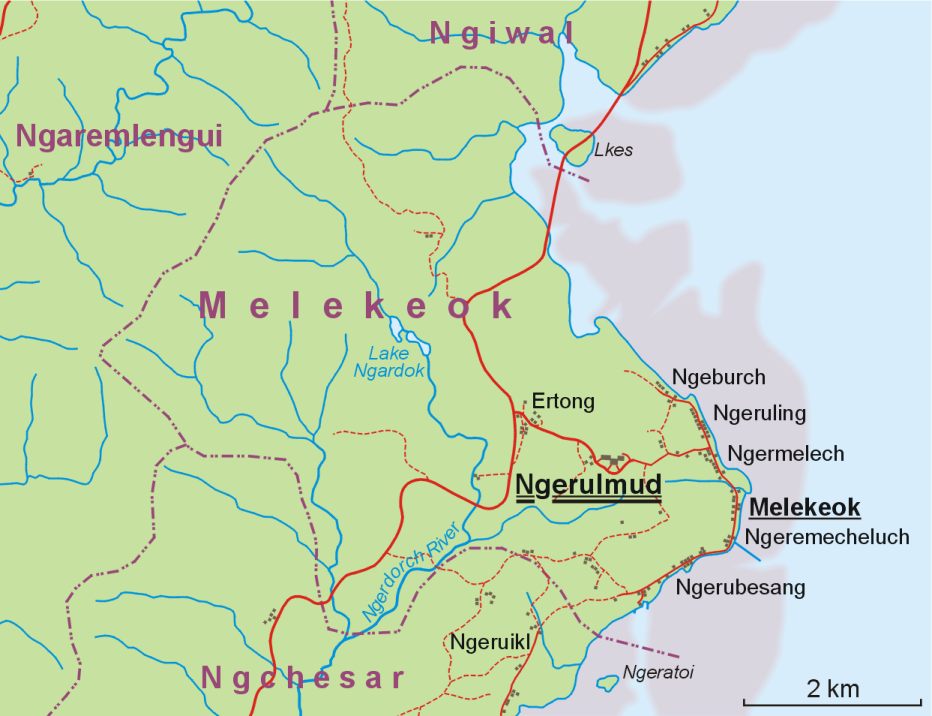
Localização de Ngerulmud no estado de Melekeok

Ngerulmud, uma localidade no Estado de Melequeoque, é a capital administrativa de Palau desde outubro de 2006. É a menor capital de um estado soberano do mundo. Por questões administrativas a capital foi movida de Koror para Ngerulmud.
Ngerulmud localiza-se 20 km (12 mi) nordeste de Koror na Ilha de Babeldaob (Babelthaup) e 2 km a noroeste da localidade de Melequeoque. É a menor capital do mundo com apenas um complexo de três edifícios administrativos e nenhum habitante permanente.